# Just for One Day (Heroes)
"Just for One Day (Heroes)" é uma canção do DJ francês David Guetta com vocais do músico britânico David Bowie. A canção foi lançada como single da compilação de Guetta Fuck Me I'm Famous (2003). A faixa contém um sample da canção "'Heroes'", de 1977. Em julho de 2003, a faixa chegou ao n°73 da UK Singles Chart.